# بنابة مرق
بنابة مرق هي قرية في مقاطعة كاشان، إيران. يقدر عدد سكانها بـ 55 نسمة بحسب إحصاء 2016.